# Modeli baza podataka
Različite tehnike se koriste za strukturu modela podataka. Većina sustava baza podataka se grade oko jednog određenog modela podataka, iako je u porastu zajedničko proizvodima da nude podršku za više od jednog modela. Za bilo koji logički model mogu biti moguće različite fizikalne provedbe, a većina će proizvoda ponuditi korisniku neku razinu kontrole u ugađanju fizikalne provedbe, pošto učinjeni izbori imaju značajan učinak na performansu. Primjer toga je odnosni model: sve ozbiljne provedbe odnosnog modela dopuštaju stvaranje indeksâ, koji omogućuju brzi pristup redovima u tablici, ako su poznate vrijednosti određenih stupaca.
Model podataka nije samo način strukturiranja podataka: on također definira skup operacija koje se mogu izvoditi na podacima. Odnosni model, primjerice, definira operacije kao što su selekcija ili odabir, projekcija i spajanje. Iako ove operacije ne moraju biti eksplicitne u određenom upitnom programskom jeziku (eng. query language), one omogućuju temelje na kojima je query jezik izgrađen.